# Albert Thierfelder
Albert Thierfelder, född 30 april 1846 i Mühlhausen i Thüringen, död 6 januari 1924 i Rostock, var en tysk tonsättare.
Thierfelder var elev till Moritz Hauptmann och Ernst Richter vid musikkonservatoriet i Leipzig. Han blev filosofie doktor vid Leipzigs universitet på en avhandling om ambrosiansk sång och efterträdde 1888 Hermann Kretzschmar som universitetsmusikdirektor i Rostock samt fick professors titel 1890. 
Thierfelder komponerade fem operor, större körverk, två symfonier, kammarmusik, sångkvartetter, visor och pianostycken. Han utgav 1899 och 1901 bearbetningar av forngrekiska musikfragment, arrangerade för konsertbruk.